# Stenoplastis opaca
Stenoplastis opaca är en fjärilsart som beskrevs av Erich Martin Hering 1925. Stenoplastis opaca ingår i släktet Stenoplastis och familjen tandspinnare. Inga underarter finns listade i Catalogue of Life.